# Butler Island (Westantarktika)
Butler Island ist eine vereiste und runde Insel mit einem Durchmesser von 10 km vor der Black-Küste des Palmerlands im südlichen Teil der Antarktischen Halbinsel. Sie liegt 11 km östlich der Merz-Halbinsel.
Entdeckt und aus der Luft fotografiert wurde sie im Dezember 1940 bei der United States Antarctic Service Expedition (1939–1941). Weitere Luftaufnahmen entstanden 1947 bei der US-amerikanischen Ronne Antarctic Research Expedition, deren Teilnehmer in Kooperation mit dem Falkland Islands Dependencies Survey (FIDS) auch Vermessungen vor Ort vornahmen. Der FIDS benannte die Insel nach Kenelm Somerset Priaulx Pierce Butler (1917–1995), Leiter der 11-köpfigen FIDS-Mannschaft auf der Base E in der Marguerite Bay von 1947 bis 1948.